# Championnat de Belgique de football 1903-1904
Navigation
Saison précédente Saison suivante
Le championnat de Belgique de football 1903-1904 est la neuvième saison du championnat de première division belge. Son nom officiel est « Division d'Honneur ». La fédération belge conserve le principe de deux poules géographiques suivies d'un tour final pour désigner le champion national. C'est la dernière saison où le championnat se joue par poules, pour rappel instaurées en vue de limiter les déplacements à une époque où seul le train permet de voyager sur de longues distances.
La compétition oppose les dix équipes de la saison précédente et deux nouveaux venus, le Daring Club de Bruxelles et l'Olympia Club de Bruxelles, respectivement premier et deuxième de « Division 1 » en 1903. Elles sont réparties en deux poules, une de sept équipes et une de cinq, dont les deux premiers se qualifient pour le tour final. On y retrouve les trois mêmes clubs bruxellois que la saison précédente, à savoir le Racing CB, le Léopold CB et l'Union, cette fois accompagnés du FC Brugeois, qualifié à la suite de sa victoire lors d'un test-match face à ses rivaux du Cercle.
Le titre est une simple formalité pour l'Union Saint-Gilloise qui remporte facilement ses trois rencontres en déplacement et bat le Racing à domicile. Les deux autres équipes ne se déplacent pas chez les Unionistes, qui engrangent donc autant de victoires par forfait. Avec le maximum de points possible, l'Union décroche son premier titre de champion de Belgique après seulement trois années de présence au plus haut niveau. À l'exception des deux premiers champions, également fondateurs du championnat, c'est un record de précocité qui tient toujours aujourd'hui

## Clubs participants
Douze clubs prennent part à la compétition, c'est deux de plus que lors de l'édition précédente. Ceux dont le matricule est mis en gras existent toujours aujourd'hui.
| #  | Nom                                  | Mat. | Ville     | Terrain                                      | En D1 depuis (série) | Saison en D1 | Saison précédente |
| -- | ------------------------------------ | ---- | --------- | -------------------------------------------- | -------------------- | ------------ | ----------------- |
| 1  | Antwerp Football Club                | 1    | Anvers    | Kiel                                         | 1901-1902 (3e)       | 8e           | Série A : 3e      |
| 2  | Beerschot Athletic Club              | 13   | Anvers    | Kiel                                         | 1900-1901 (4e)       | 4e           | 3e                |
| 3  | Cercle Sportif Brugeois              | 12   | Bruges    | près de la Smedenpoort                       | 1899-1900 (5e)       | 5e           | Série A : 4e      |
| 4  | Football Club Brugeois               | 3    | Bruges    | Het Ratteplein                               | 1898-1899 (6e)       | 7e           | Série A : 5e      |
| 5  | Athletic & Running Club de Bruxelles | N/A  | Uccle     | ?                                            | 1896-1897 (8e)       | 8e           | Série B : 3e      |
| 6  | Daring Club de Bruxelles             | 2    | Molenbeek | chaussée de Jette, 501                       | 1903-1904 (1re)      | 1re          | N/A               |
| 7  | Léopold Club de Bruxelles            | 5    | Uccle     | Parc Brugmann                                | 1895-1896 (9e)       | 9e           | 4e                |
| 8  | Olympia Club de Bruxelles            | N/A  | Bruxelles | ?                                            | 1903-1904 (1re)      | 1re          | N/A               |
| 9  | Racing Club de Bruxelles             | 6    | Uccle     | Vivier d'Oie                                 | 1895-1896 (9e)       | 9e           | 1er               |
| 10 | Football Club Liégeois               | 4    | Cointe    | Plaine du Champ d'Oiseaux                    | 1895-1896 (9e)       | 9e           | Série B : 4e      |
| 11 | Union Saint-Gilloise                 | 10   | Uccle     | rue du Kersberg (actuelle rue A. Asselbergs) | 1901-1902 (3e)       | 3e           | 2e                |
| 12 | Verviers Football Club               | 8    | Verviers  | ?                                            | 1900-1901 (4e)       | 4e           | Série B : 5e      |

### Localisations
| Antwerp Beerschot Bruxelles FC Brugeois CS Brugeois FC Liégeois CS Verviétois |

#### Localisation des clubs bruxellois
les 6 cercles bruxellois sont :
(10) Racing CB
 (23) Léopold CB
A&RC Bruxelles (localisation incertaine)
Union SG
Daring CB
Olympia CB

## Résultats
Les douze équipes sont réparties en deux groupes, l'un de sept équipes et l'autre de cinq. Le premier reprend les quatre équipes flamandes et trois clubs bruxellois, dont les débutants de l'Olympia Club de Bruxelles. Le second comprend les deux équipes de la province de Liège et les trois autres clubs de la capitale, parmi lesquelles les nouveaux venus du Daring Club de Bruxelles.
Légende
- Champion de Belgique 1904
- Club qualifié pour le tour final du championnat
- Clubs devant disputer un test-match pour la qualification pour le tour final
- Clubs ayant choisi de ne pas se présenter la saison suivante

Abréviations
T : Tenant du titre 1903

 : nouveau venu depuis la saison précédente

### Série d'Anvers, de Bruxelles et des Flandres
Dans cette série, on retrouve les deux équipes brugeoises, les deux anversoises et trois bruxellois, l'Union Saint-Gilloise, l'Athletic & Running CB et l'Olympia CB. L'Union domine ses concurrents et ne concède qu'une seule défaite, au CS Brugeois. Ce dernier est le mieux placé pour décrocher la deuxième place mais il concède un partage sur le terrain de l'Olympia CB. Le Cercle est rejoint par le FC Brugeois et un test-match doit être organisé pour les départager. Le Club l'emporte et se qualifie ainsi pour le tour final.
À noter également les quatre forfaits du Beerschot en fin de championnat. Largué et mathématiquement éliminé de la course au tour final, le club anversois préfère renoncer à ses derniers déplacements.

#### Résultats des rencontres
| Résultats (▼dom., ►ext.)                                   | ANT | BEE  | CSB | FCB | ARC  | OLY  | USG |
| Antwerp FC                                                 |     | 5-3  | 0-0 | 1-3 | 3-1  | 5-0  | 1-3 |
| Beerschot AC                                               | 0-3 |      | 3-0 | 3-4 | 0-5F | 9-3  | 0-9 |
| CS Brugeois                                                | 5-0 | 5-0F |     | 1-1 | 6-1  | 4-1  | 2-1 |
| FC Brugeois                                                | 5-2 | 5-0F | 1-2 |     | 7-0  | 5-0F | 2-6 |
| Athletic & Running CB                                      | 1-3 | 0-0  | 2-3 | 1-6 |      | 1-1  | 1-2 |
| Olympia CB                                                 | 6-0 | 5-0F | 1-1 | 3-6 | 1-4  |      | 2-3 |
| Union St-Gilloise                                          | 5-0 | 8-3  | 3-0 | 4-2 | 5-1  | 8-3  |     |
| - Victoire à domicile - Match nul - Victoire à l'extérieur |     |      |     |     |      |      |     |

- 5-0F = Forfait, score de forfait infligé car l'équipe décrétée perdante ne s'est pas déplacée ou ne s'est pas présentée.

#### Classement final
| Rang | Équipe                | Pts | J  | G  | N | P | Bp | Bc | Diff |
| ---- | --------------------- | --- | -- | -- | - | - | -- | -- | ---- |
| 1    | Union SG              | 22  | 12 | 11 | 0 | 1 | 60 | 15 | +45  |
| 2    | FC Brugeois           | 17  | 12 | 8  | 1 | 3 | 47 | 23 | +24  |
| 3    | CS Brugeois           | 17  | 12 | 7  | 3 | 2 | 29 | 14 | +15  |
| 4    | Antwerp FC            | 11  | 12 | 5  | 1 | 6 | 23 | 32 | -9   |
| 5    | Olympia CB            | 6   | 12 | 2  | 2 | 8 | 24 | 49 | -25  |
| 6    | Athletic & Running CB | 6   | 12 | 2  | 2 | 8 | 18 | 37 | -19  |
| 7    | Beerschot AC          | 5   | 12 | 2  | 1 | 9 | 21 | 52 | -31  |

#### Test match pour l'attribution de la deuxième place
Un test-match est organisé pour départager les deux équipes brugeoises et déterminer le second qualifié du groupe. Il est joué sur le terrain du Léopold CB.
| Date                 | Match                     | Résultat |
| -------------------- | ------------------------- | -------- |
| 14 février 1904      | CS Brugeois - FC Brugeois | 2-4      |
| FC Brugeois qualifié |                           |          |

### Série de Liège et Bruxelles
Le second groupe comprend les deux équipes liégeoises et les trois autres clubs bruxellois. Le champion en titre, le Racing CB, termine facilement en tête du groupe. Il est accompagné au tour final par le Léopold CB qui, après un mauvais début de championnat, se reprend et enchaîne les victoires, dont une en déplacement au Racing. Grâce à ce final en boulet de canon, le club se qualifie au détriment des nouveaux venus du Daring CB.

#### Résultats des rencontres
| Résultats (▼dom., ►ext.)                                   | DAR  | LEO | RAC | FCL | VER |
| Daring CB                                                  |      | 3-3 | 2-5 | 2-0 | 4-3 |
| Léopold CB                                                 | 1-0  |     | 2-2 | 4-5 | 2-0 |
| Racing CB                                                  | 10-0 | 2-3 |     | 6-0 | 3-1 |
| FC Liégeois                                                | 1-3  | 2-1 | 1-0 |     | 1-2 |
| CS Verviétois                                              | 3-3  | 2-5 | 3-5 | 6-1 |     |
| - Victoire à domicile - Match nul - Victoire à l'extérieur |      |     |     |     |     |

#### Classement final
| Rang | Équipe        | Pts | J | G | N | P | Bp | Bc | Diff |
| ---- | ------------- | --- | - | - | - | - | -- | -- | ---- |
| 1    | Racing CB T   | 11  | 8 | 5 | 1 | 2 | 33 | 12 | +21  |
| 2    | Léopold CB    | 10  | 8 | 4 | 2 | 2 | 21 | 16 | +5   |
| 3    | Daring CB     | 8   | 8 | 3 | 2 | 3 | 17 | 26 | -9   |
| 4    | FC Liégeois   | 6   | 8 | 3 | 0 | 5 | 11 | 24 | -13  |
| 5    | CS Verviétois | 5   | 8 | 2 | 1 | 5 | 20 | 24 | -4   |

### Tour final
Le tour final oppose les trois clubs bruxellois « habituels », les mêmes depuis trois saisons, le Racing CB, le Léopold CB et l'Union. La quatrième équipe est cette année le FC Brugeois, qui se hisse pour la première fois dans la poule finale. Il n'y a aucun suspense dans l'attribution du titre, l'Union domine la concurrence et remporte tous ses matches, dont deux par forfait. Le club remporte son premier titre de champion de Belgique, trois ans après ses débuts en Division d'Honneur.

#### Résultats des rencontres
| Résultats (▼dom., ►ext.)                                   | FCB  | LEO  | RAC | USG |
| FC Brugeois                                                |      | 5-0F | 1-3 | 1-6 |
| Léopold CB                                                 | 2-2  |      | 1-4 | 1-3 |
| Racing CB                                                  | 1-1  | 1-1  |     | 0-3 |
| Union St-Gilloise                                          | 5-0F | 5-0F | 3-2 |     |
| - Victoire à domicile - Match nul - Victoire à l'extérieur |      |      |     |     |

- 5-0F = Forfait, score de forfait infligé car l'équipe décrétée perdante ne s'est pas déplacée ou ne s'est pas présentée.

#### Classement final
| Rang | Équipe      | Pts | J | G | N | P | Bp | Bc | Diff |
| ---- | ----------- | --- | - | - | - | - | -- | -- | ---- |
| 1    | Union SG    | 12  | 6 | 6 | 0 | 0 | 25 | 4  | +21  |
| 2    | Racing CB T | 6   | 6 | 2 | 2 | 2 | 11 | 10 | +1   |
| 3    | FC Brugeois | 4   | 6 | 1 | 2 | 3 | 10 | 17 | -7   |
| 4    | Léopold CB  | 2   | 6 | 0 | 2 | 4 | 5  | 20 | -15  |

### Meilleur buteur
Gustave Vanderstappen (Union Saint-Gilloise) avec 30 buts. Il est le premier belge sacré deux fois consécutivement, le quatrième dans l'absolu.

## «Division 2»
Comme chaque saison, à l'exception de la première, une compétition est organisée pour les équipes réserves et quelques clubs débutants, sous l'appellation « Division 2 ». Elle regroupe 19 équipes, réparties en quatre groupes géographiques. Les premiers de chaque groupe et le deuxième du groupe Brabant se rencontrent ensuite dans une poule finale, qui porte le nom de « Division 1 ».

### Groupe Anvers et Flandre-Orientale
En plus des réserves des deux clubs anversois, l'Antwerp et le Beerschot, deux équipes gantoises participent à la compétition. On retrouve le RC de Gand, ancien pensionnaire de Division d'Honneur, et l'AA La Gantoise, un des membres fondateurs de l'Union Belge qui fait ici ses premiers pas en dehors des séries régionales.

#### Classement final
| Rang | Équipe            | Pts | J | G | N | P | Bp | Bc | Diff |
| ---- | ----------------- | --- | - | - | - | - | -- | -- | ---- |
| 1    | Rés. Beerschot AC | 9   | 6 | 4 | 1 | 1 | 17 | 8  | +9   |
| 2    | RC de Gand        | 7   | 6 | 3 | 1 | 2 | 18 | 12 | +6   |
| 3    | AA La Gantoise    | 5   | 6 | 2 | 1 | 3 | 9  | 14 | -5   |
| 4    | Rés. Antwerp FC   | 3   | 6 | 0 | 3 | 3 | 5  | 15 | -10  |

### Groupe Brabant
Les équipes réserves des six clubs bruxellois engagés dans le championnat principal participent à la compétition. Ils sont accompagnés de l'Atheneum VV Stockel, un club qui cessera ses activités peu après. Dans ce groupe, les deux premiers sont qualifiés pour la phase finale, probablement car le niveau de la compétition y est plus élevé.
Le classement du groupe est certain mais ce n'est pas le cas des résultats des rencontres.

#### Classement final
| Rang | Équipe                     | Pts | J | G | N | P | Bp | Bc | Diff |
| ---- | -------------------------- | --- | - | - | - | - | -- | -- | ---- |
| 1    | Rés. Daring CB             | 20  | 0 | 0 | 0 | 0 | 0  | 0  | 0    |
| 2    | Rés. Union St-Gilloise     | 20  | 0 | 0 | 0 | 0 | 0  | 0  | 0    |
| 3    | Rés. Racing CB             | 13  | 0 | 0 | 0 | 0 | 0  | 0  | 0    |
| 4    | Atheneum VV Stockel        | 8   | 0 | 0 | 0 | 0 | 0  | 0  | 0    |
| 5    | Rés. Léopold CB            | 6   | 0 | 0 | 0 | 0 | 0  | 0  | 0    |
| 6    | Rés. Athletic & Running CB | 6   | 0 | 0 | 0 | 0 | 0  | 0  | 0    |
| 7    | Rés. Olympia CB            | 4   | 0 | 0 | 0 | 0 | 0  | 0  | 0    |

### Groupe Flandre-Occidentale
La réserve du CS Brugeois est opposée au SC Courtraisien et deux clubs débutants, le FC Yprois et le Léopold FC d'Ostende. Le club courtraisien domine largement la compétition, remportant tous ses matches.

#### Classement final
| Rang | Équipe               | Pts | J | G | N | P | Bp | Bc | Diff |
| ---- | -------------------- | --- | - | - | - | - | -- | -- | ---- |
| 1    | SC Courtraisien      | 12  | 6 | 6 | 0 | 0 | 36 | 3  | +33  |
| 2    | Rés. CS Brugeois     | 6   | 6 | 3 | 0 | 3 | 20 | 18 | +2   |
| 3    | FC Yprois            | 6   | 6 | 3 | 0 | 3 | 17 | 22 | -5   |
| 4    | Léopold FC d'Ostende | 0   | 6 | 0 | 0 | 6 | 0  | 30 | -30  |

### Groupe Liège
Les équipes réserves des deux clubs disputant la Division d'Honneur sont opposés à deux rivaux locaux, le Standard FC Liégeois et l'Athletic FC Verviers. La réserve du CS Verviétois remporte tous ses matches et se qualifie aisément pour la poule finale.

#### Classement final
| Rang | Équipe               | Pts | J | G | N | P | Bp | Bc | Diff |
| ---- | -------------------- | --- | - | - | - | - | -- | -- | ---- |
| 1    | Rés. CS Verviétois   | 12  | 6 | 6 | 0 | 0 | 30 | 6  | +24  |
| 2    | Standard FC Liégeois | 8   | 6 | 4 | 0 | 2 | 24 | 10 | +14  |
| 3    | Rés. FC Liégeois     | 4   | 6 | 2 | 0 | 4 | 8  | 19 | -11  |
| 4    | Athletic FC Verviers | 0   | 6 | 0 | 0 | 6 | 4  | 31 | -27  |

## «Division 1»
À l'instar de son équipe première, la réserve de l'Union Saint-Gilloise domine ce tour final et remporte tous ses matches. Avec une marge suffisante pour s'assurer le titre à deux matches de la fin, les dernières rencontres ne sont pas disputées. Le club réalise donc un « doublé » en remportant les deux compétitions.

### Classement final
| Rang | Équipe                    | Pts | J | G | N | P | Bp | Bc | Diff |
| ---- | ------------------------- | --- | - | - | - | - | -- | -- | ---- |
| 1    | Rés. Union Saint-Gilloise | 14  | 7 | 7 | 0 | 0 | 37 | 3  | +34  |
| 2    | Rés. CS Verviétois        | 7   | 6 | 3 | 1 | 3 | 14 | 15 | -1   |
| 3    | Rés. Daring CB            | 6   | 6 | 3 | 0 | 3 | 12 | 16 | -4   |
| 4    | SC Courtraisien           | 5   | 6 | 2 | 1 | 3 | 14 | 15 | -1   |
| 5    | Rés. Beerschot AC         | 0   | 6 | 0 | 0 | 6 | 3  | 32 | -29  |

## Récapitulatif de la saison
- Champion : Union Saint-Gilloise (1er titre)
- Troisième champion différent
- Sixième titre pour la province de Brabant

| Région flamande (4)             | Région flamande (4) | Province de Brabant (6)      | Province de Brabant (6) | Région wallonne (2)    | Région wallonne (2) |
| ------------------------------- | ------------------- | ---------------------------- | ----------------------- | ---------------------- | ------------------- |
| Province d'Anvers               | 2                   | Région de Bruxelles-Capitale | 6                       | Province de Hainaut    | 0                   |
| Province de Flandre-Occidentale | 2                   | Province du Brabant flamand  | 0                       | Province de Liège      | 2                   |
| Province de Flandre-Orientale   | 0                   | Province du Brabant wallon   | 0                       | Province de Luxembourg | 0                   |
| Province de Limbourg            | 0                   |                              |                         | Province de Namur      | 0                   |

1. ↑  Au niveau footballistique, la province de Brabant est toujours unitaire malgré sa partition territoriale en 1995.

### Admission et relégation
Le règlement de la fédération ne prévoit ni relégation, ni admission automatique de nouveaux clubs. L'intégration de nouvelles équipes se fait sur « invitation ». Deux nouveaux clubs sont admis en Division d'Honneur cette saison, le Daring Club de Bruxelles et l'Olympia Club de Bruxelles. Ce dernier décide de se retirer de la compétition en fin de saison et cesse ses activités peu après.

### Débuts en séries nationales
Deux clubs font leurs débuts en séries nationales. Ils sont les 18e et 19e clubs différents à y apparaître.
- Le Daring CB est le huitième club brabançon et bruxellois dans la plus haute division belge.
- L'Olympia CB est le neuvième club brabançon et bruxellois dans la plus haute division belge.

### Nouvelle fusion
Avant le début de la saison, une nouvelle fusion impliquant un club de Division d'Honneur a lieu. Le Verviers FC fusionne avec le Stade Wallon Verviers pour former le Club Sportif Verviétois. Il participe au championnat sous sa nouvelle appellation.

### Le football évolue, création d'une fédération mondiale
C'est à la fin de cette saison qu'est créée la Fédération internationale de football association, ou plus simplement FIFA. Le 1er mai 1904, le premier match international en dehors des îles britanniques est organisé à Bruxelles entre la Belgique et la France, au Stade du Vivier d'Oie. Peu après, les responsables de sept fédérations nationales se retrouvent à Paris sur l'invitation de la fédération française. De cette réunion naît la fédération mondiale de football.
Le terme « Association » souligne la spécificité du sport concerné, avec ses règles différentes du « Rugby Football ». L'appellation française ne sera jamais modifiée en hommage aux efforts de la fédération française de l'époque pour la création de la FIFA.

### Bilan de la saison
| Championnat de Belgique de football 1903-1904 |                                   |
| Champion                                      | Union Saint-Gilloise (1er titre)  |
| Dauphin                                       | Racing Club Bruxelles             |
| Promotions et relégations                     |                                   |
| Promus en Division d'Honneur                  | aucun                             |
| Relégués                                      | Olympia Club de Bruxelles (choix) |